# Nuncia conjuncta
Nuncia conjuncta är en spindeldjursart. Nuncia conjuncta ingår i släktet Nuncia och familjen Triaenonychidae.

## Underarter
Arten delas in i följande underarter:
- N. c. conjuncta
- N. c. fiordensis
- N. c. magnopercula